# SEED (04 Limited Sazabysのシングル)
「SEED」（シード）は、04 Limited Sazabysのメジャー5枚目のシングル。2019年9月4日に日本コロムビアから発売された。

## 概要
前作『My HERO/夕凪』より約1年6か月ぶりのシングル、アルバム『SOIL』より約11か月ぶりのリリースとなり、初めて全ての楽曲がタイアップされた。
規格としてはマキシシングル。赤、青、緑の三色の缶という特殊形態での発売された。また缶にはダウンロードカードと同じコンテンツを収めたMUSICとして3曲収録したCD、MOVIEとして『YON FES 2019』のライブ映像とドキュメントが収録されたDVDが特典として収録されている。
今作に対してGENは「ほとんどの人がCDのプレイヤーも持ってなければ、PCにドライブすら付いてない時代です。僕自身も定額制音楽サービスを利用する機会が増えました。だからこそパッケージで手にする喜びや封を開ける時のわくわく感、モノとして所有する優越感を味わえる作品にしたくて、かなり特殊な形にしてみました。」と語っている。また、この缶に関してはチョコボールのおもちゃのカンヅメを由来にしており定額制音楽サービスの時代にモノとして人の生活に入り込めるものにしたかったためこの形態にしたことも語られている。

## 収録内容

### CD（MUSIC）
- 全曲 作詞：GEN 作曲・編曲：04 Limited Sazabys

1. Puzzle
スマートフォンゲームアプリ『ガンダムブレイカーモバイル』のCMソング。
2. Montage
ドラマ『TWO WEEKS』のオープニングテーマ。
番組プロデューサーからのオファーを受け書き下ろしたGENは「深い絶望と緊張感の中で、突き動かされる使命感と一筋の光。運命の重みをひしひしと感じる作品でした。そんな作品の世界観にもよく馴染む、僕ららしい疾走感溢れる一曲です。」とコメントしている。
8月20日には先行配信され、8月27日にはMVが公開された。
3. Cycle
『アニパラ あなたのヒーローは誰ですか 第7弾"パラサイクリング編"』テーマソング。
GENはこの曲に対して「アスリートのその鍛え抜かれた肉体と精神に、言葉とメロディで援護射撃できるような楽曲が出来ました。」と語っており[4]、アスリートへのリスペクトを込められた曲となっている。

### DVD（MOVIE）
"YON FES 2019"
Live & document
(2019年の4月6日と7日に愛・地球博記念公園(モリコロパーク)で行われた主催フェス「YON FES 2019」のライブと舞台裏のドキュメントが収録されている。)
1. monolith
2. Kitchen
3. Galapagos
4. Squall
5. Chicken race
6. Shine feat.芹沢"REMI"優真(SPECIAL OTHERS)
7. swim
8. Remember feat.首藤義勝(KEYTALK)
9. Remember feat.首藤義勝(KEYTALK)&柳沢亮太(SUPER BEAVER)&江口雄也(BLUE ENCOUNT)